# Fort de Rajgad
Le fort de Rajgad est une colline fortifiée située à Pune, dans l'État de Maharashtra en Inde. Anciennement appelé Murumbdev, le fort fut la première capitale de l'Empire marathe pendant 26 ans sous le règne de Shivaji, après quoi la capitale fut attribuée au fort de Raigad. Les trésors découverts au sein d'un fort adjacent, nommé Torna, ont permis de bâtir et fortifier le fort de Rajgad.
Le fort de Rajgad est situé à environ 60 km aud sud-ouest de Pune et environ 15 km à l'ouest de Nasrapur, dans les Ghats occidentaux. Le fort s'élève à 1 376 mètres au-dessus de niveau de la mer. Le diamètre de la base du fort était de 40 km, ce qui rendait son siège difficile et fût ajouté à sa valeur stratégique. Les ruines du fort se composent de palais, citernes d'eau, ainsi que des cavernes. Le fort a été construit sur une colline intitulée Murumbadevi Dongar (montagne de la déesse Murumba). Rajgad se vante du plus grand nombre de jours passés par Shivaji sur n'importe quel fort. 

## Histoire
Le fort a été le témoin de nombreux événements historiques importants dont la naissance du fils de Shivaji, Rajaram, le décès de la femme de Shivaji, Saibai Bhonsale, le retour de Shivaji d'Agra, l'enterrement de la tête d'Afzal Khan dans les murs de Mahadarwaja de Balle Killa, les termes stricts de Sonopant Dabir à Shivaji.
Le fort de Rajgad a également été l'un des 12 forts que Shivaji conserva lorsqu'il signa le Traité de Purandar en 1665, accompagné du général moghol Jai Singh I, le chef des forces mogholes. Sous ce traité, 23 forts furent remis aux Moghols.
Le fort est inscrit sur la liste du patrimoine mondial en 2025 par l'UNESCO, en tant que partie du bien « Paysages militaires marathes de l'Inde ».

## Liste des événements chronologiques
- 1647 : Shivaji capture le fort.
- 1649 : les réparations du fort ont commencé et Shamrao Neelkanth Ranzekar est nommé Peshwâ
- 1654 : le fort est renommé "Rajgad". La construction de nouvelles fortifications commence.
- 14 janvier 1658 : Shivaji retourne à Rajgad après avoir conquis la Côte de Konkan.
- 11 juillet 1659 : Shivaji se rend à Pratapgad afin de combattre Afzal Khan.
- 5 septembre 1659 : Saibai (la femme de Shivaji) meurt sur le fort de Rajgad.
- Juillet 1660 : Shivaji fuit le siège de Panhala par Siddi Jouhar et se rendit à Vishalgad, puis à Rajgad.
- Juillet 1661 : l'idole de Bhâvanî, qui devait être établie à Pratapgad, a été ramenée à Rajgad afin d'être examinée par Jijabai.
- Janvier 1662 : la construction du fort de Rajgad est achevée et Shivaji retourna au fort après avoir conquis Pen et Kalyan.
- Février 1664 : le butin de Surate est rapporté à Rajgad.
- 30 avril 1665 : les Moghols échouèrent leur putsch.
- Juin 1665 : la lettre de Shivaji acceptant la défaite est envoyée à Jai Singh.
- 24 février 1670 : Rajaram naît sur le fort.
- 1671 : les réparations du fort commencèrent, le coût s'élevant à 10 000 roupies.
- 6 juin 1674 : couronnement de Shivaji.
- Juin 1689 : les Moghols prennent possession du fort à la suite du décès de Sambhaji.
- 1692 : Shankarji Narayan capture le fort.
- 1697 : Rajaram retourne à Maharashtra et fait de Rajgad sa nouvelle capitale[1].
- 4 août 1701 : Shahaji Mohite est nommé havildar de Padmavati Machi.
- 18 février 1704 : le fort est remis à Aurangzeb dans le cadre du traité. Le fort est renommé Nabishahagad. Sidojirao Thopte et Santaji Shilimkar y furent assassinés par Aurangzeb.
- 29 mai 1707 : Gunaji Sawant capture le fort et la guerre d'indépendance des Marathes prend fin.
- 1709 : Shahu prend des mesures afin de pouvoir réparer le fort.
- 1818 : les Britanniques prennent le contrôle du fort de Rajgad.

## Tourisme
Le fort est une destination touristique importante et est la plus recherchée spécialement lors de la mousson. Les visiteurs préfèrent passer la nuit sur le fort considérant que le fort lui-même est immense et qu'un jour ne suffirait pas à l'explorer. Le temple Padmavati sur le fort peut accueillir environ 50 personnes. Les citernes d'eau fournissent de l'eau fraîche tout au long de l'année. Les villageois des contreforts de Rajgad leur vendent des antiquités locales ainsi que des articles et des objets.

## Galerie

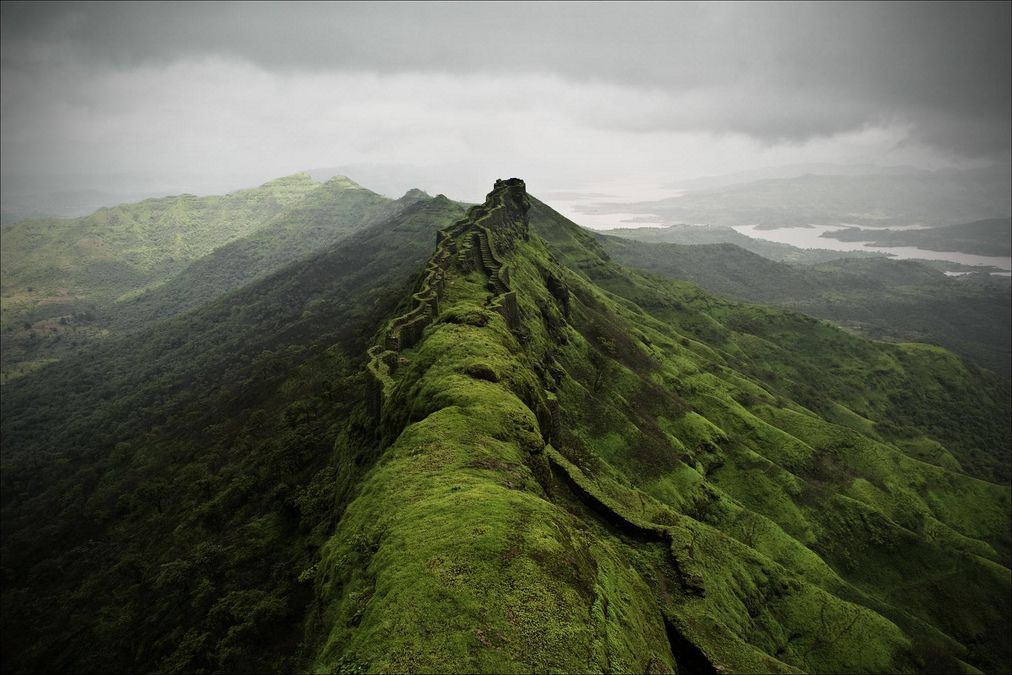
Le fort
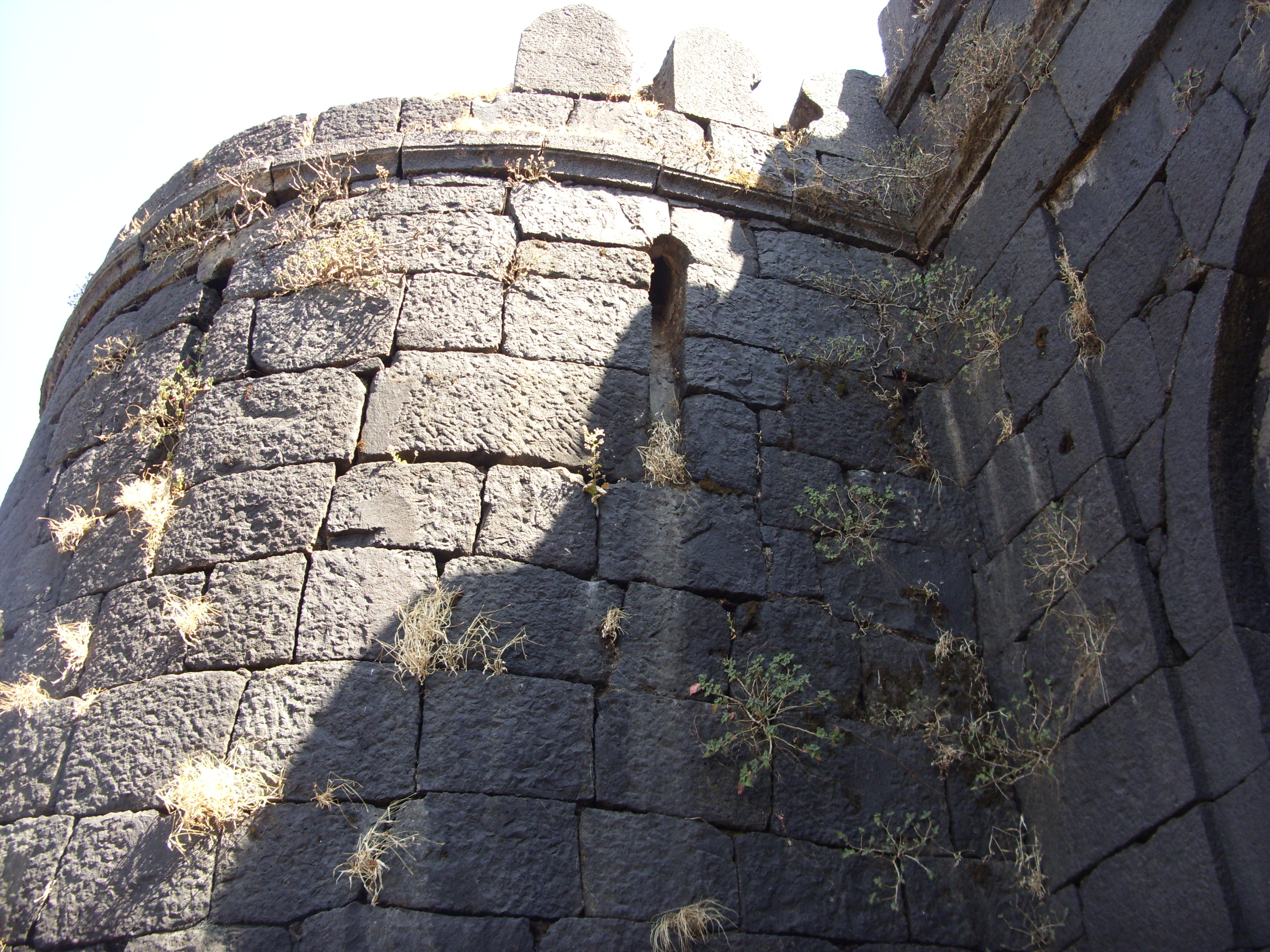
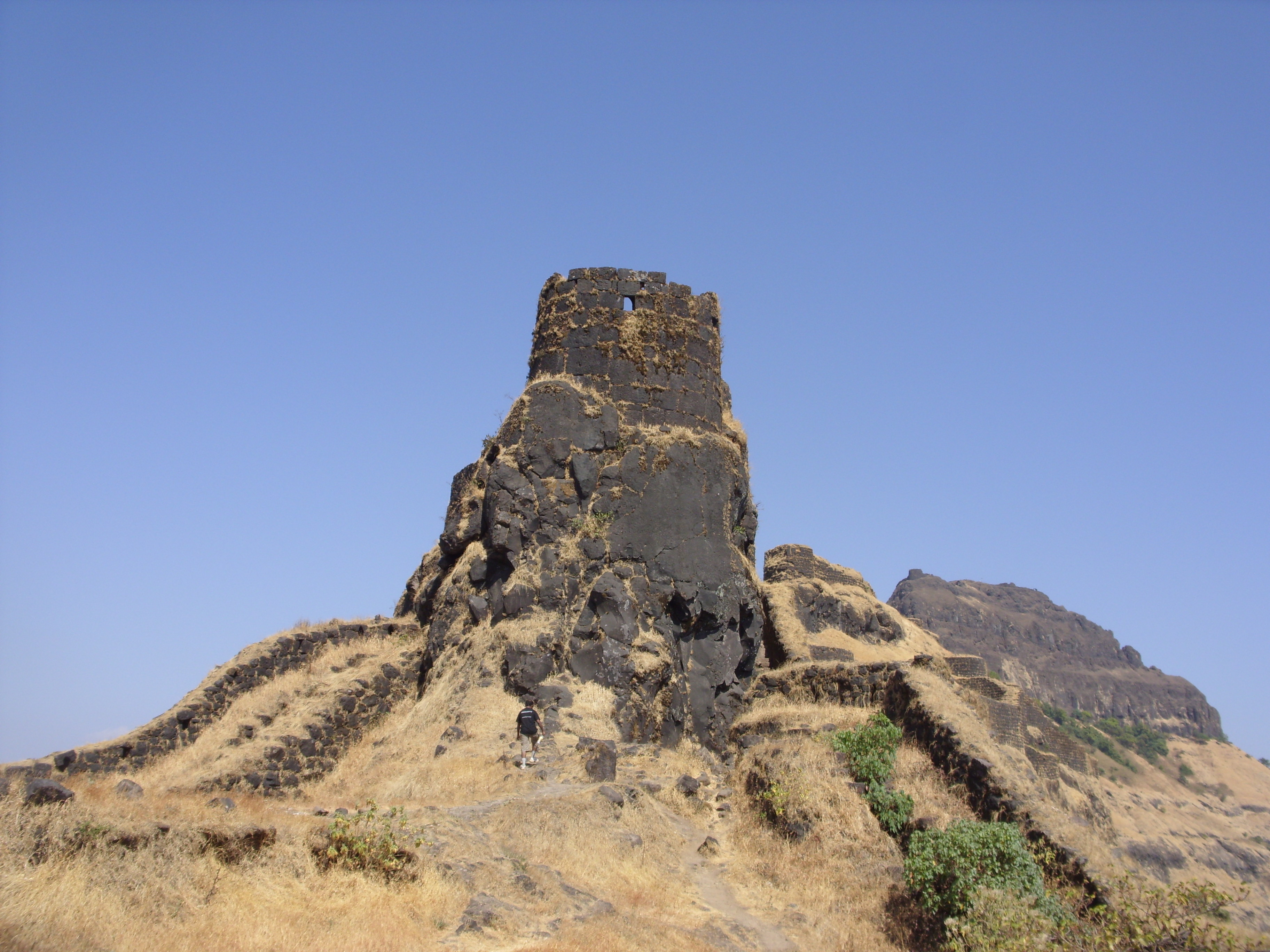
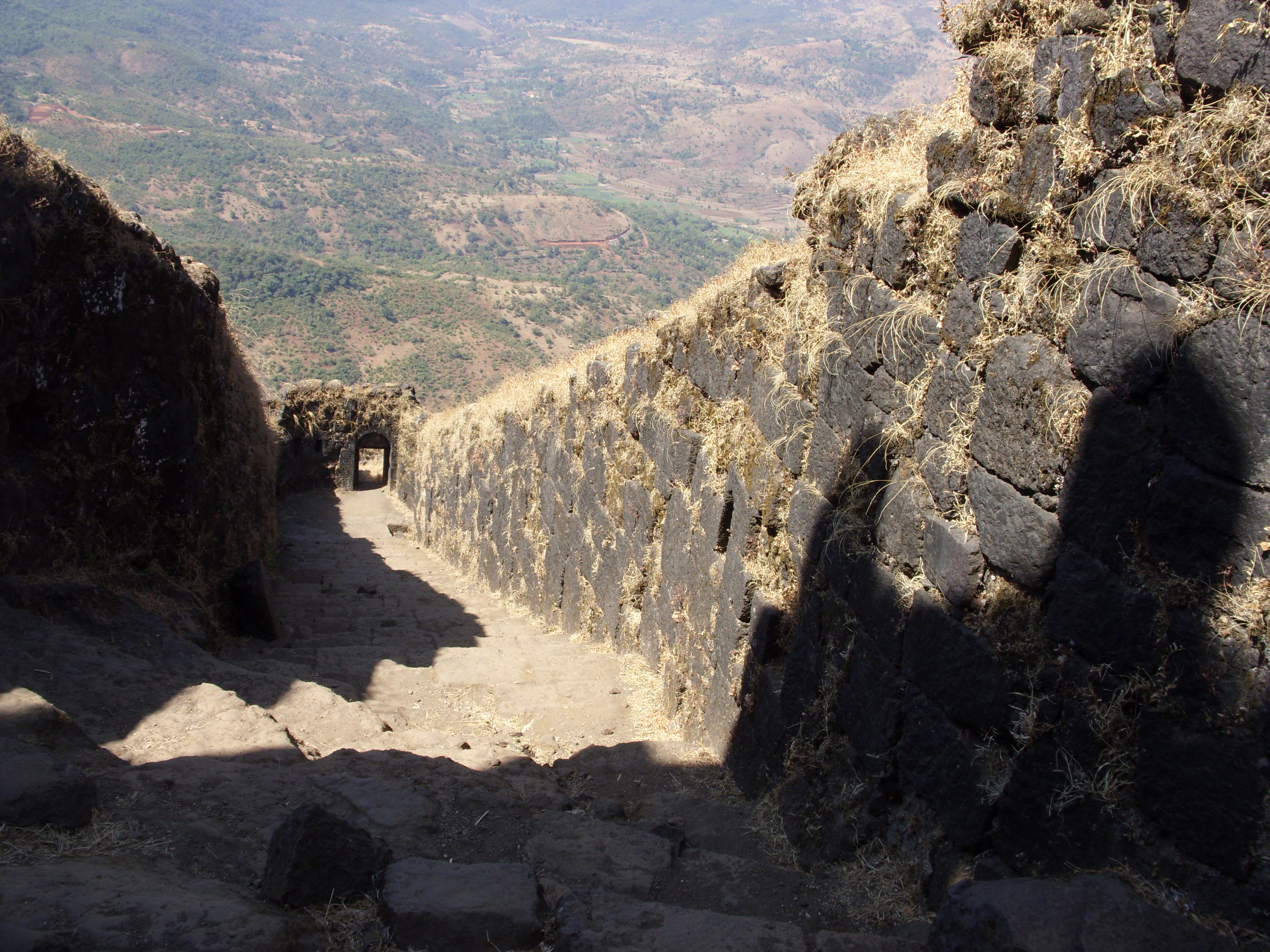
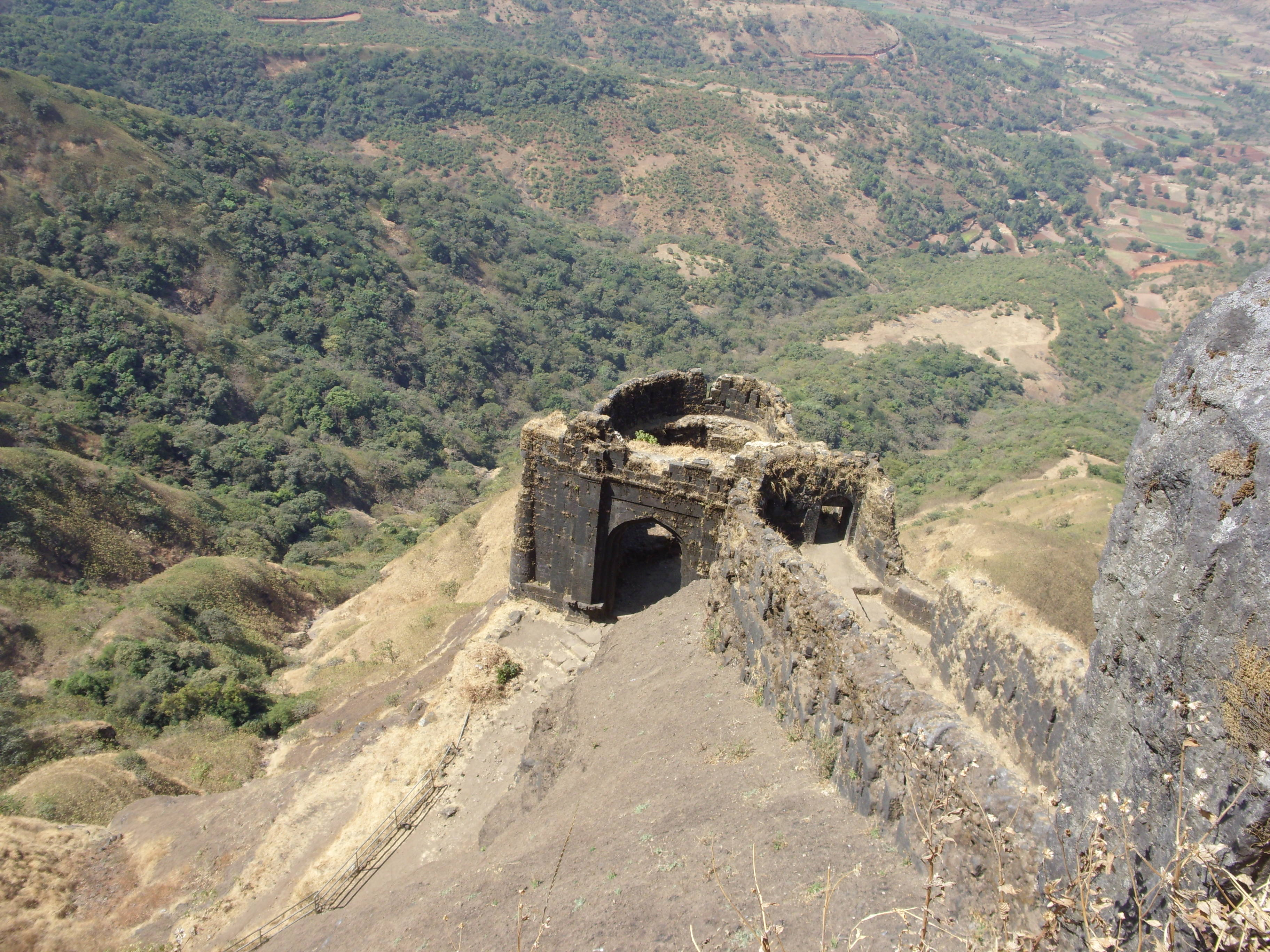
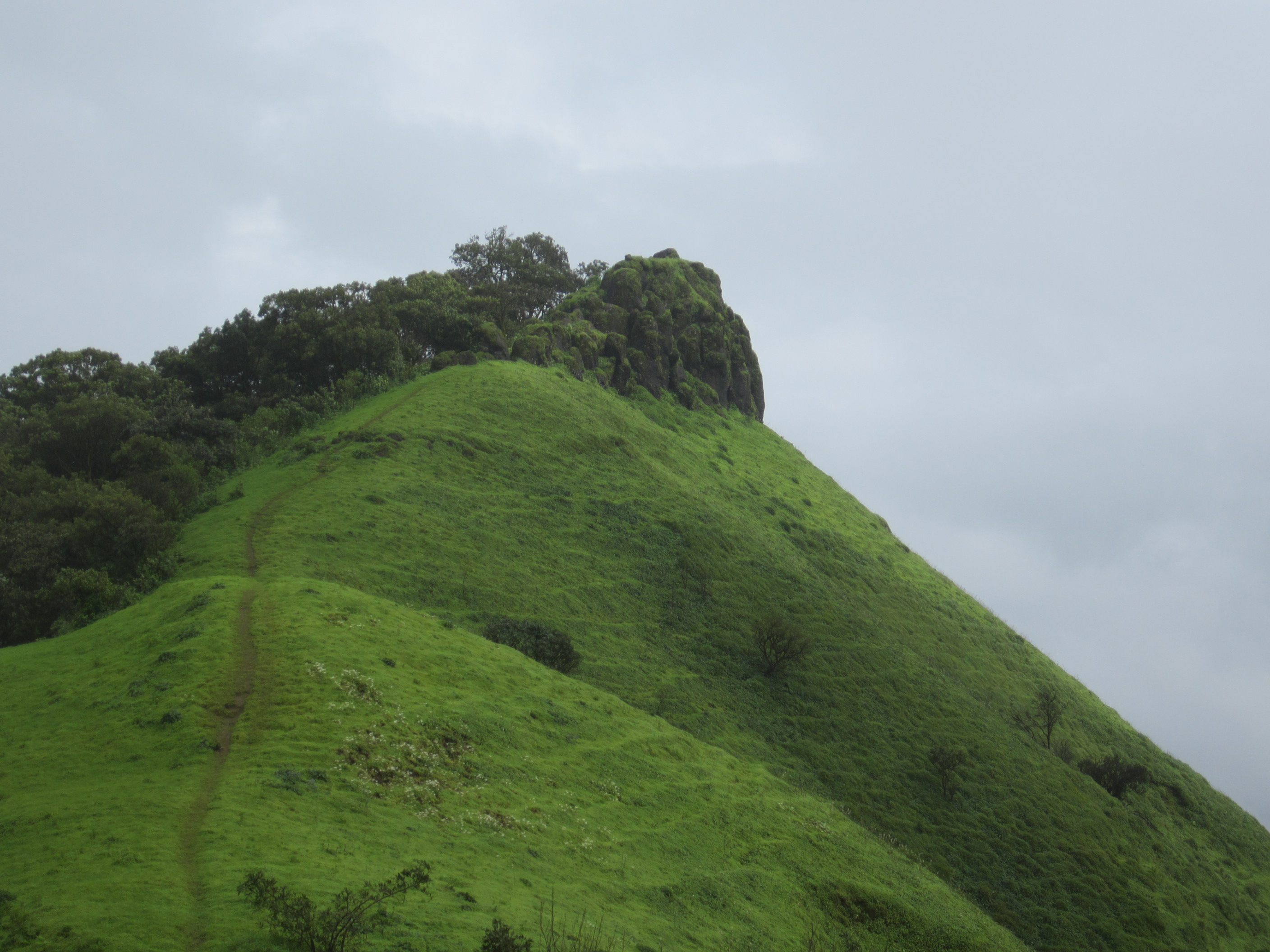
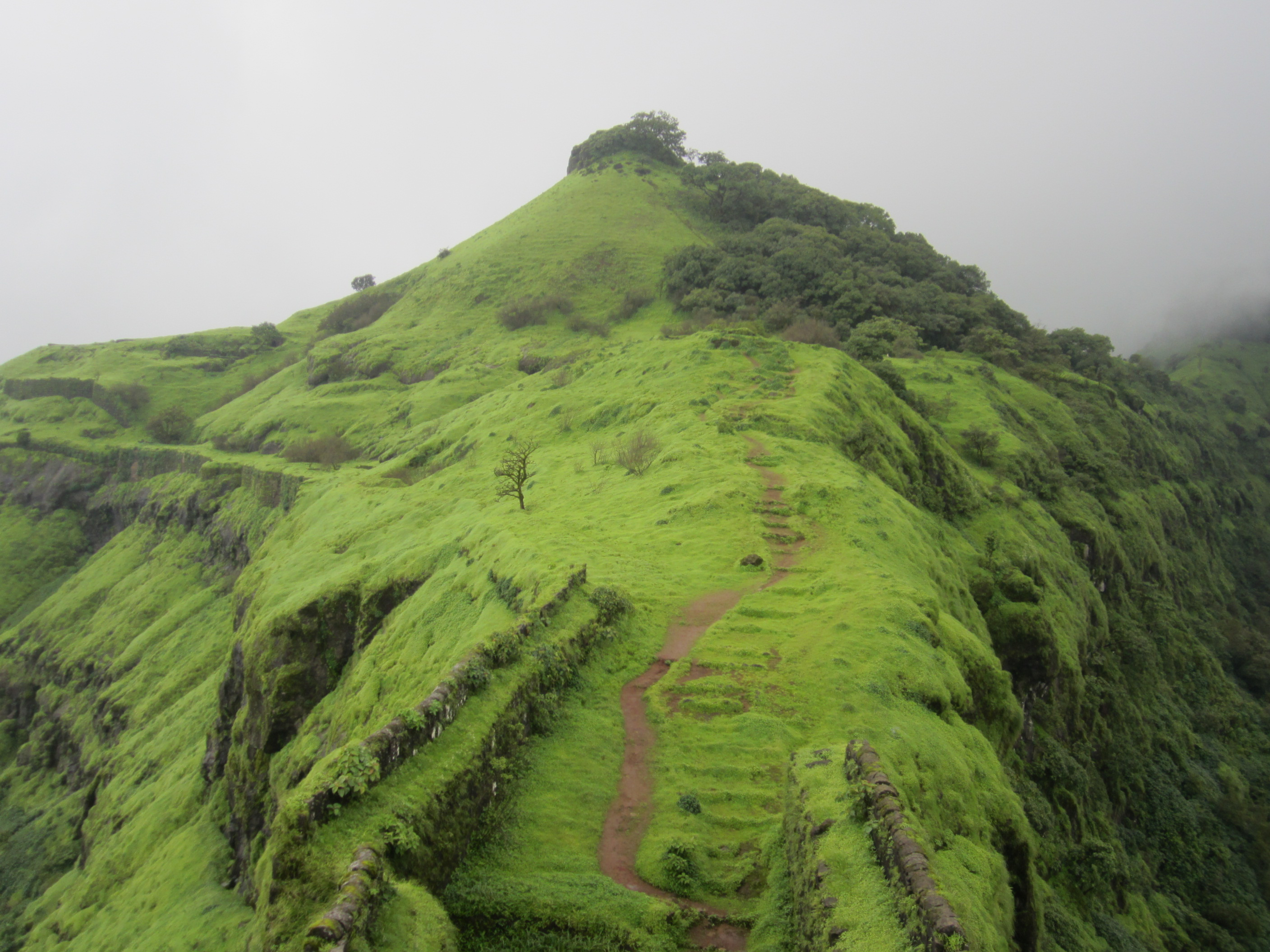
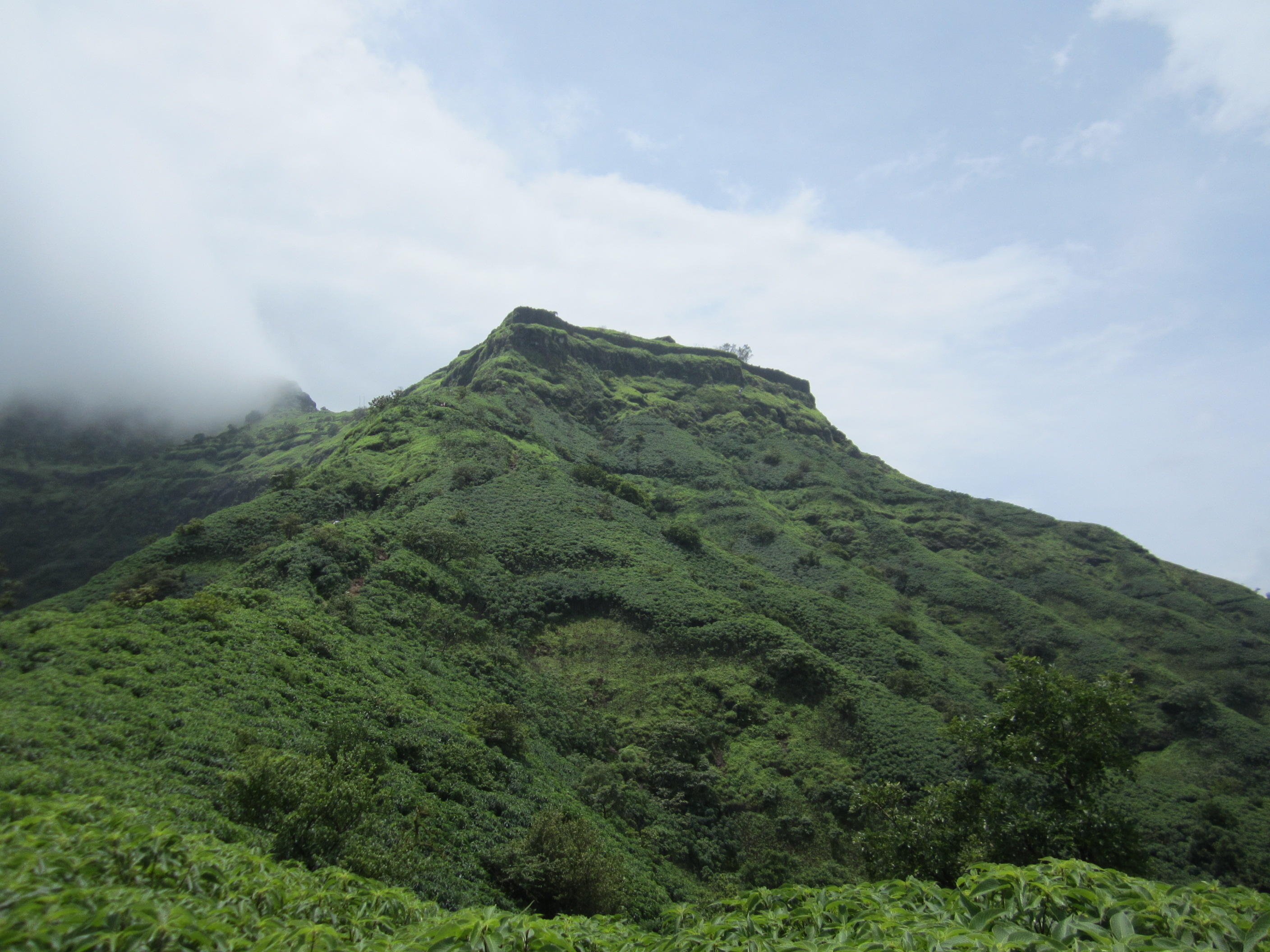
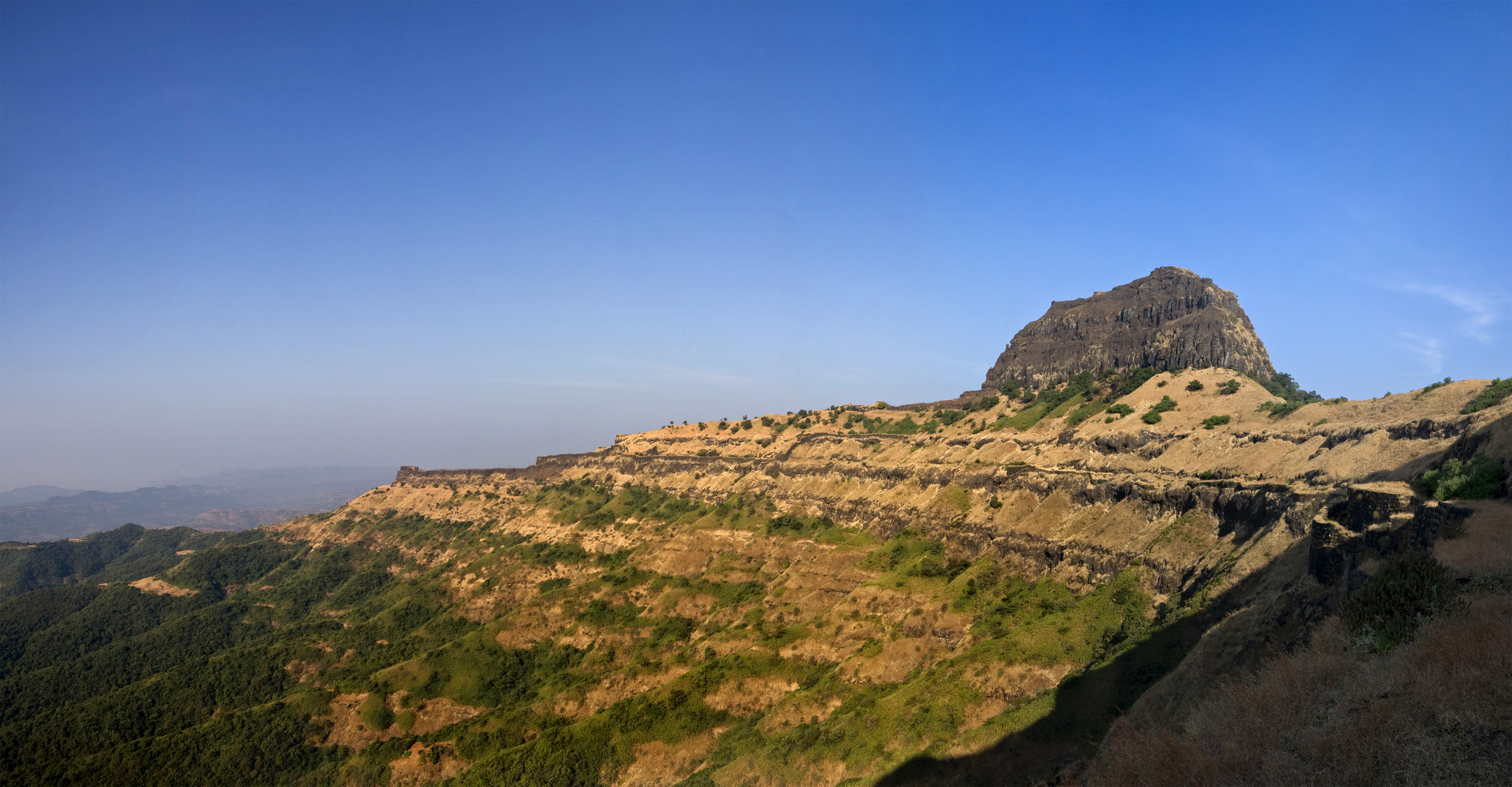
Bale Killa, Rajgad
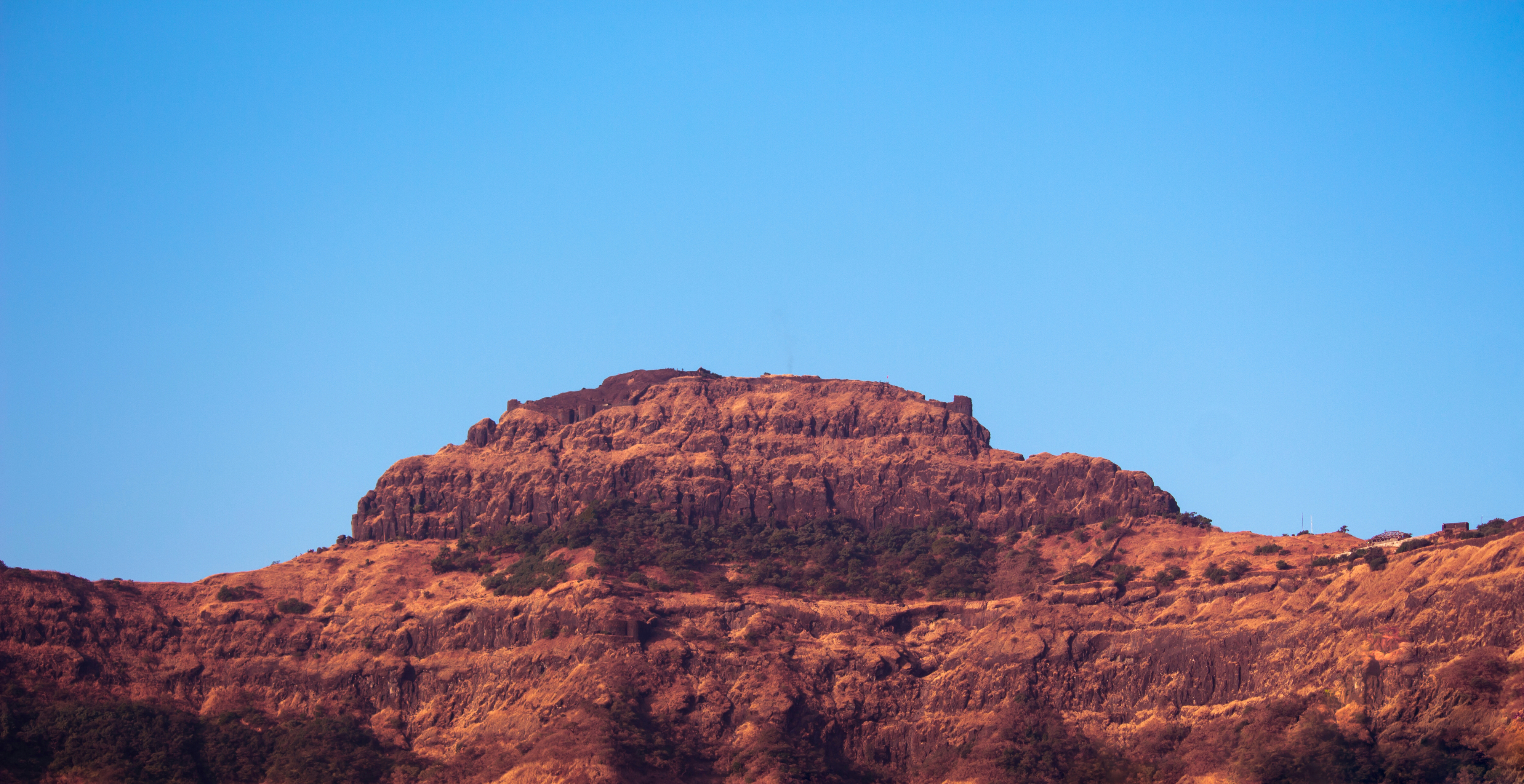
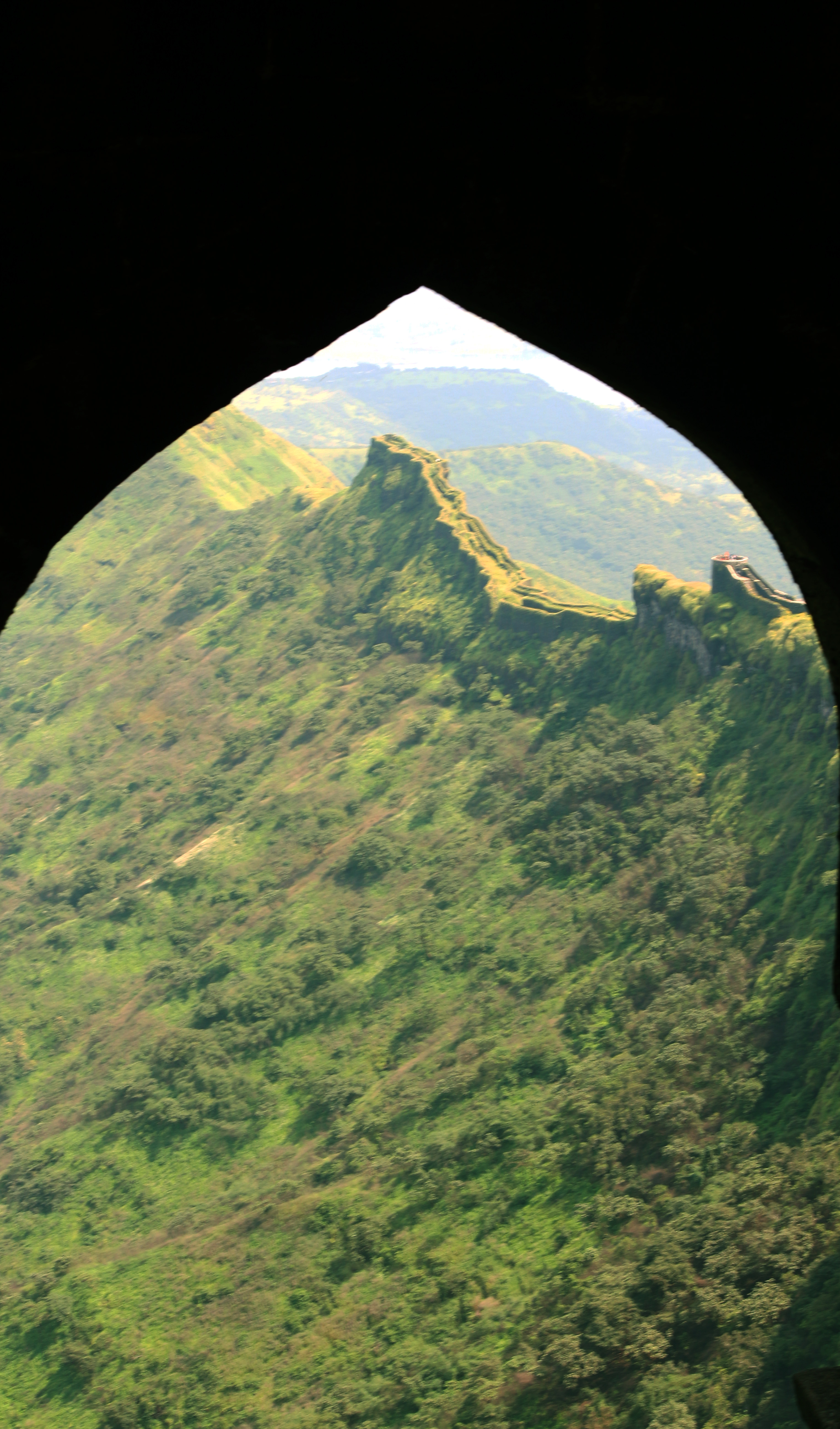
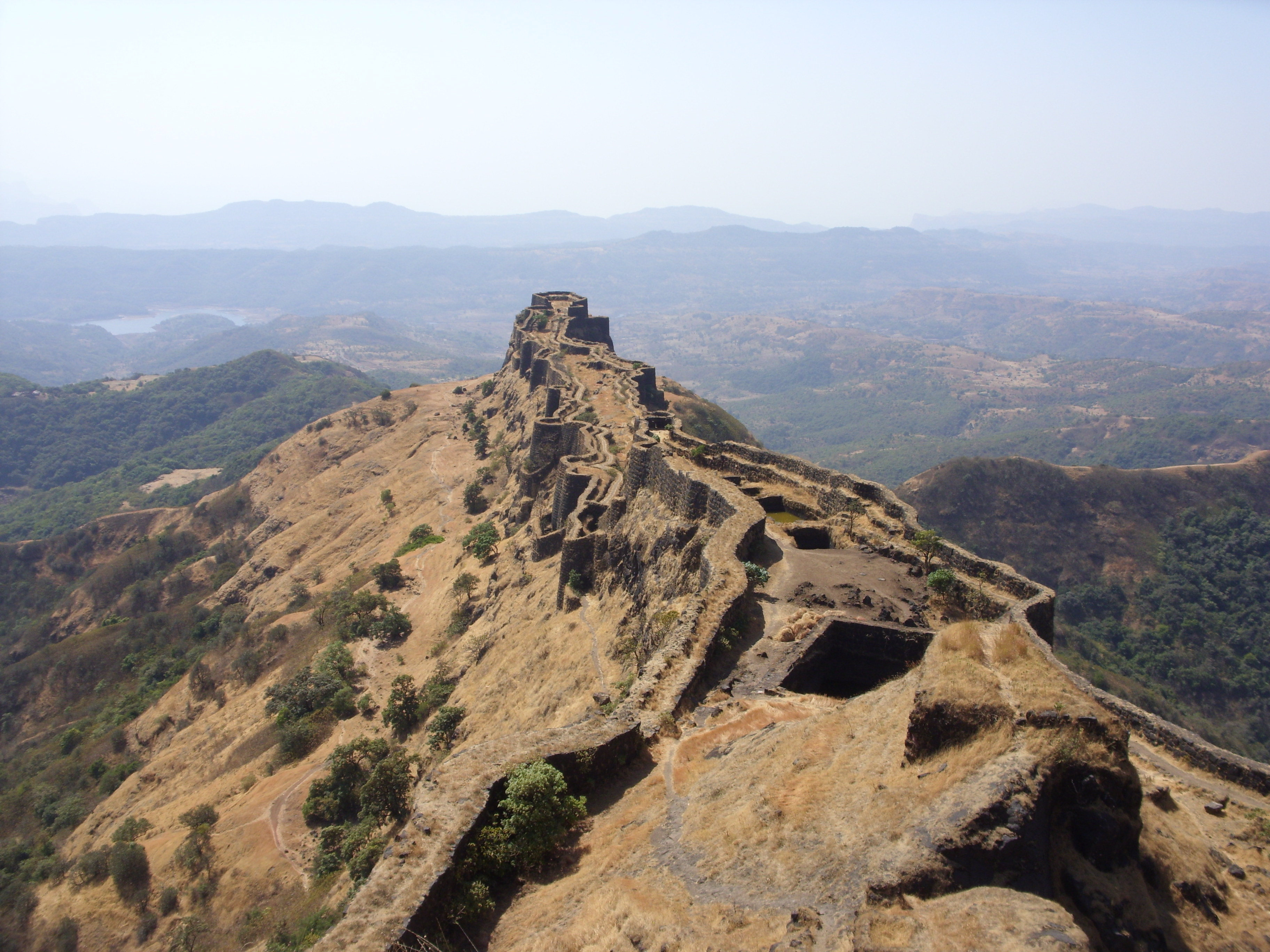
Rajgad
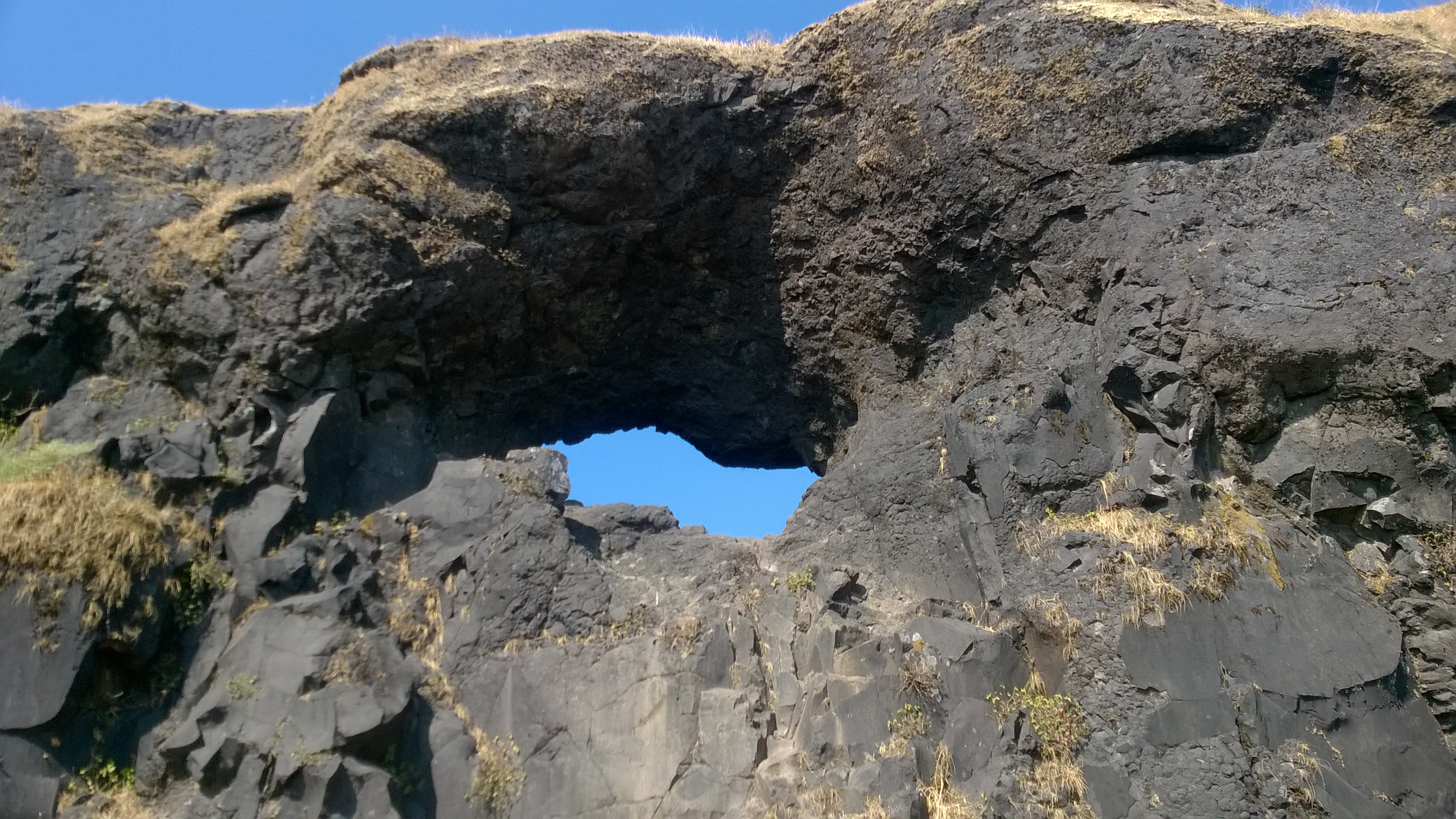